# Serge Frechkop
Serge Isaacovitch Frechkop est né à Moscou en 1894 et mort le 1er décembre 1967. Frère aîné du peintre Leonid Frechkop, il obtient la naturalisation belge en 1936. Mammalogiste, il est connu pour avoir été l'un des premiers à formuler la Théorie de la bipédie initiale.

## Biographie
Il commence ses études à Moscou en 1913 mais la Première Guerre mondiale et la Révolution russe l'obligent à interrompre ses études jusqu'en 1921.
Il obtient le titre de Docteur en Sciences Biologique en 1924, puis quitte l’URSS pour s'installer en Belgique. Il travaille dans l'industrie à mi-temps, mais le matin au laboratoire de zoologie de l'Université de Bruxelles avec le professeur Auguste Lameere. En 1930, il entre comme collaborateur à l'Institut royal de Sciences naturelles de Belgique.
Il fut le maître de Bernard Heuvelmans (1916-2001), un des piliers de la cryptozoologie.

## Publications
- Serge Frechkop: Le pied de l’homme (Essai anthropomorphique) – Mém. Mus. Hist. Nat. Belg., 3: Bruxelles, 1936